# Christine Kaltenbach
Christine Kaltenbach (* 9. Februar 1982 in Furtwangen) ist eine ehemalige deutsche Fußballspielerin.

## Fußball
Die Mittelfeldspielerin spielt seit der Saison 1999/2000 beim SC Freiburg in der 1. Bundesliga. Ihre Karriere begann Kaltenbach 1988 bei den Sportfreunden Neukirch, ging 1996 für ein Jahr zum FV Donaueschingen und wechselte 1997 zum FFV Grüningen, ehe sie 1999 zum SC Freiburg kam. 2001 stieg sie mit dem SC Freiburg in die 1. Bundesliga auf. Nach ihrem Studienaufenthalt in Australien kam sie ab März 2008 meist in der zweiten Mannschaft der SC-Frauen zum Einsatz. Im Sommer 2008 beendete Kaltenbach ihre aktive Karriere, spielte aber die Saison 2008/2009 wieder bei den Spfr. Neukirch. In der Saison 2009/2010 erreichte sie mit Obertürkheim den Aufstieg in die Verbandsliga. Die Saison 2010/2011 spielte sie ebenfalls mit Obertürkheim in der Verbandsliga.
Die Auswahlen des Südbadischen Fußballverbandes durchlief Kaltenbach von der U-14 bis zur U-21.

## Persönliches
Kaltenbach hat eine Ausbildung zur Bankkauffrau erfolgreich abgeschlossen, besuchte danach das Kolping-Kolleg in Freiburg, welches sie 2007 mit dem Abitur erfolgreich abschloss. Von Sommer 2007 bis März 2008 weilte Kaltenbach zu einem Studienaufenthalt in Australien. 2008 begann sie mit dem Studium von Betriebswirtschaft und Sportmanagement in Stuttgart, das sie 2011 mit dem Bachelor abschloss. Im Anschluss wurde sie für die HTG (Hochschwarzwald Tourismus GmbH) tätig, für die sie seit März 2012 als Teamleiterin der Tourist Info Schluchsee arbeitete. Im April 2015 übernahm sie den Bereich Wirtschaftsförderung und Stadtmarketing in der Stadtverwaltung ihrer Heimatstadt Furtwangen.

## Statistik
- Frauen-Bundesliga
  - Saison 2001/2002, SC Freiburg

22 Spiele, 6 Tore
- - Saison 2002/2003, SC Freiburg

20 Spiele, 5 Tore
- - Saison 2003/2004, SC Freiburg

18 Spiele, 2 Tore
- - Saison 2004/2005, SC Freiburg

20 Spiele, 1 Tor
- - Saison 2005/2006, SC Freiburg

20 Spiele, 2 Tore
- - Saison 2006/2007, SC Freiburg

20 Spiele, 1 Tor
- - Saison 2007/2008, SC Freiburg

2 Spiele, 1 Tor
- DFB-Pokal
  - 1999/2000 (SC Freiburg), 1 Spiel
  - 2000/2001 (SC Freiburg), 2 Spiele
  - 2001/2002 (SC Freiburg), 3 Spiele
  - 2002/2003 (SC Freiburg), 3 Spiele
  - 2003/2004 (SC Freiburg), 3 Spiele, 1 Tor
  - 2004/2005 (SC Freiburg), 4 Spiele, 3 Tore
  - 2005/2006 (SC Freiburg), 1 Spiel
  - 2006/2007 (SC Freiburg), 2 Spiele

## Erfolge
- Aufstieg in die Bundesliga mit dem SC Freiburg: 2001